# El Vilar de Cabó
El Vilar de Cabó es una localidad española del municipio de Cabó, perteneciente a la provincia de Lérida, en la comunidad autónoma de Cataluña.

## Toponimia
El nombre del lugar puede encontrarse referido con las variantes Vilar de Segre y El Vilar de Cabó.

## Historia
Hacia mediados del siglo XIX, el lugar, ya por entonces perteneciente a Cabó, tenía contabilizada una población de 26 habitantes. Aparece descrito en el decimosexto volumen del Diccionario geográfico-estadístico-histórico de España y sus posesiones de Ultramar de Pascual Madoz de la siguiente manera:

VILAR DE SEGRE: ald. en la prov. de Lérida (16 leguas), 
part. jud. y dióc. de Seo de Urgel (3), aud. terr. y c. g. de Barcelona (23), ayunt. de Cabó. sit. en un pequeño llano; su clima es frio, tiene 7 casas; igl. parr. (San Miguel) servida por un cura de entrada y provision del ordinario; cementerio, y buenas aguas potables. El term. de esta ald. se halla enclavado en el de Nabó. El territorio es de mala calidad y de secano. Los caminos dirigen á Seo de Urgel, part. de Sort, y Orgaña, de cuyo pueblo se recibe la correspondencia. prod.: trigo, legumbres, patatas, vino, aceite y pastos; cria ganado lanar, cabrio y de cerda, y caza de perdices, conejos y liebres. pobl.: 6 vec., 26 almas. contr.: con el ayuntamiento.
(Madoz, 1850, p. 81)

En 2022, la localidad tenía empadronados 20 habitantes.